# Mervyn
Mervyn  è un nome proprio di persona inglese e gallese maschile.

## Varianti
- Gallese: Merfyn[1], Mervin[1]
- Inglese: Mervin[1][2]
  - Ipocoristici: Merv[1]

## Origine e diffusione
È una forma anglicizzata del nome gallese Merfyn. È composto da due elementi; il primo è mer ("midollo", "cervella") oppure môr ("mare"), mentre il secondo è myn ("alto", "elevato" e anche "collina", "altura"); può quindi essere interpretato come "collina del mare" o "midollo famoso".
Il nome Marvin è probabilmente un derivato di Mervyn.

## Onomastico
Nessun santo porta questo nome, che quindi è adespota; l'onomastico ricorre il 1º novembre, giorno di Ognissanti.

## Persone

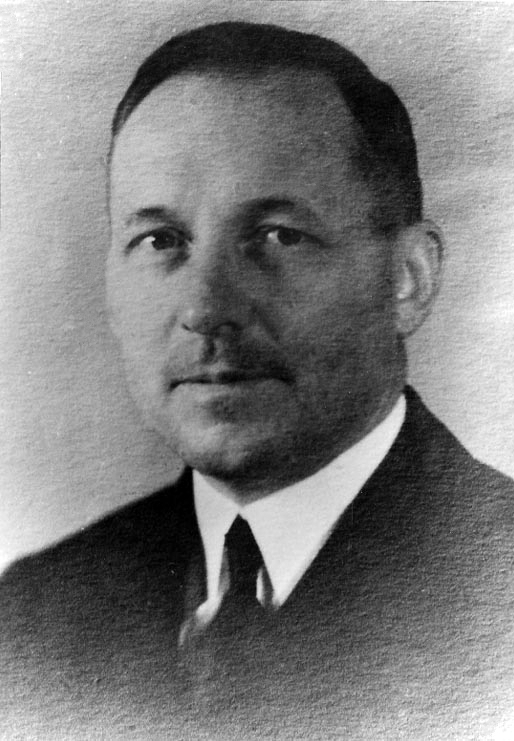
Mervyn Bennion

- Mervyn Bennion, militare statunitense
- Mervyn Davies, rugbista a 15 gallese
- Mervyn LeRoy, regista, produttore cinematografico e attore statunitense.
- Mervyn Peake, scrittore inglese
- Mervyn Rose, tennista australiano

### Varianti
- Merfyn Frych ap Gwriad, re del Gwynedd
- Merfyn ap Rhodri, re del Powys
- Merv Griffin, conduttore televisivo statunitense
- Mervin Jackson, cestista statunitense